# Ny Microscopii
Ny Microscopii (ν Microscopii, förkortat Ny Mic, ν Mic) som är stjärnans Bayerbeteckning, är en ensam stjärna belägen i den sydvästra delen av stjärnbilden Mikroskopet. Den har en skenbar magnitud på 5,13 och är synlig för blotta ögat där ljusföroreningar ej förekommer. Baserat på parallaxmätning inom Hipparcosuppdraget på ca 13,9 mas, beräknas den befinna sig på ett avstånd på ca 234 ljusår (ca 72 parsek) från solen.

## Egenskaper
Ny Microscopii är en orange till röd jättestjärna av spektralklass K0 III. Den har en massa som är ca 2,5 gånger större än solens massa, en radie som är ca 10 gånger större än solens och utsänder från dess fotosfär ca 54 gånger mera energi än solen vid en effektiv temperatur på ca 5 000 K.
Ny Microscopii var först katalogiserad som Ny Indi av den franske astronomen Nicolas Louis de Lacaille år 1756, innan den omklassificerades till Microscopium och gavs sin nuvarande Bayer-beteckning av den amerikanske astronomen Gould.